# Puig de les Cols
El Puig de les Cols o Puig de Cols és una muntanya de 416,8 metres situada entre els municipis de Santa Cristina d'Aro i Sant Feliu de Guíxols, a la comarca catalana del Baix Empordà. Al cim podem trobar-hi un vèrtex geodèsic (referència 308107001).
Aquest cim està inclòs al llistat dels 100 cims de la FEEC